# Kanallaki
Kanallaki (görögül: Καναλλάκι, albánul: Kanallaqi) település Prévza prefektúrában, Epiruszban, amely Párga önkormányzatához tartozik, és egyben annak székhelye is. A város lakosainak száma csaknem 2500 fő. 

## Története
Kanallaki azon ortodox keresztény, albán nyelvű falvak egyike volt, ahol a görög nyelv hiánya, vagy demográfiai jelentőségű okok miatt a görög oktatás kiterjesztése lett volna kívánatos, például óvodák létrehozásával.
1943. július 29. és augusztus 31. között a tengelyhatalmak támadása keretében náci német–cham albán közös fegyveres hadművelet indult. Ennek eredményeként Kanallaki környéki 21 településen 400 lakost tartóztattak le, és a legközelebbi Thesszaloniki koncentrációs táborba (KZ Pavlosz Melasz) hurcolták őket. Amikor a bevonulás elkezdődött, a fegyveres csoportok nem haboztak kivégezni egy beteg papot a többi túsz előtt.
Kanalakiban és Anthousában is (albánul: Rapëza), a souliotic albán legközelebbi létező változatait beszélik, amelyet a modern időkben csak kevesen.

## Fordítás
- Ez a szócikk részben vagy egészben  a   Kanallaki című angol Wikipédia-szócikk ezen változatának fordításán alapul.  Az eredeti cikk szerkesztőit annak laptörténete sorolja fel. Ez a jelzés csupán a megfogalmazás eredetét és a szerzői jogokat jelzi, nem szolgál a cikkben szereplő információk forrásmegjelöléseként.